# Sint-Antoniuskerk (Bollebeek)

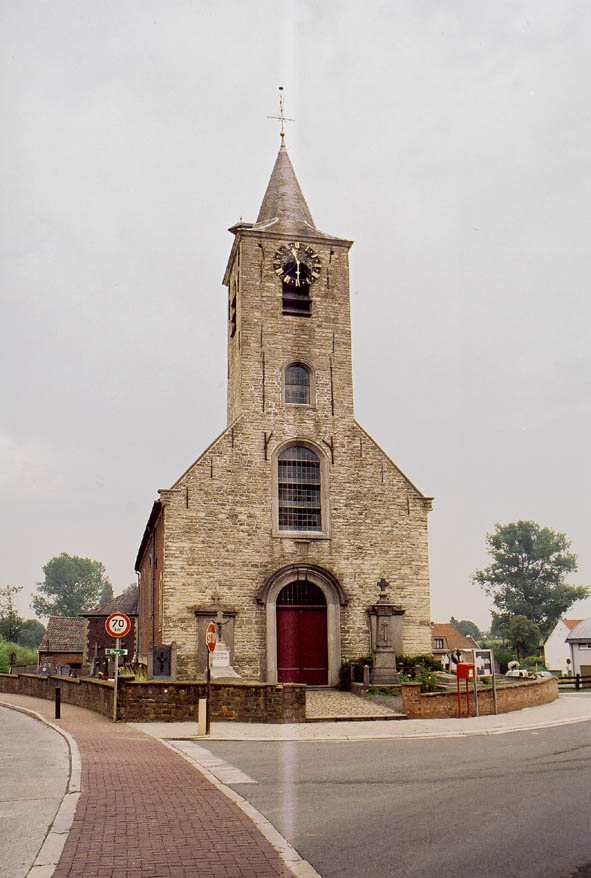
Sint-Antoniuskerk

De Sint-Antoniuskerk is de parochiekerk van de tot de Vlaams-Brabantse gemeente Asse behorende plaats Bollebeek, gelegen aan het Pastoor Isidoor Stallaertplein 2.

## Geschiedenis
Het gebied van Bollebeek was aanvankelijk bezit van de Abdij van Nijvel en deze zou in de 10e eeuw een parochie hebben gesticht die aan Onze-Lieve-Vrouw was gewijd. In 1117 kwam het patronaatsrecht van de kerk aan de Abdij van Vorst. Het zou daarbij om een klein romaans kerkje zijn gegaan.
In 1759-1760 werd een nieuwe kerk gebouwd in classicistische stijl, mogelijk naar ontwerp van Carolus Everaert. De kerk is gewijd aan Antonius Abt.

## Gebouw
Het betreft een eenbeukige kerk met ingebouwde westtoren en driezijdig afgesloten koor. De kerk werd gebouwd in baksteen met witte zandsteen uit Steenokkerzeel voor de toren en de westgevel, en verder voor de onderbouw, de hoekkettingen en dergelijke. Voor omlijstingen werd blauwe hardsteen gebruikt.
De toren heeft vier geledingen en een ingesnoerde naaldspits. Ook draagt de toren het wapenschild van de toenmalige abdis, Marie-Françoise de Landas.

## Interieur
Het interieur wordt overkluisd door een kruisribgewelf.
Enkele aanwezige schilderijen zijn 18e-eeuws, uit de tijd van de bouw van de kerk.
Een gepolychromeerd beeld van Anna te Drieën is uit de tweede helft van de 16e eeuw. Een beeld van Sint-Antonius Abt en een beeld van Sint-Apollonia zijn uit de eerste helft van de 17e eeuw.
De kerk bezit een barok portiekaltaar van omstreeks 1760. Ook het merendeel van het kerkmeubilair is uit deze tijd. Het orgel werd omstreeks 1840 gebouwd door François Loret.